# Prešerenplein

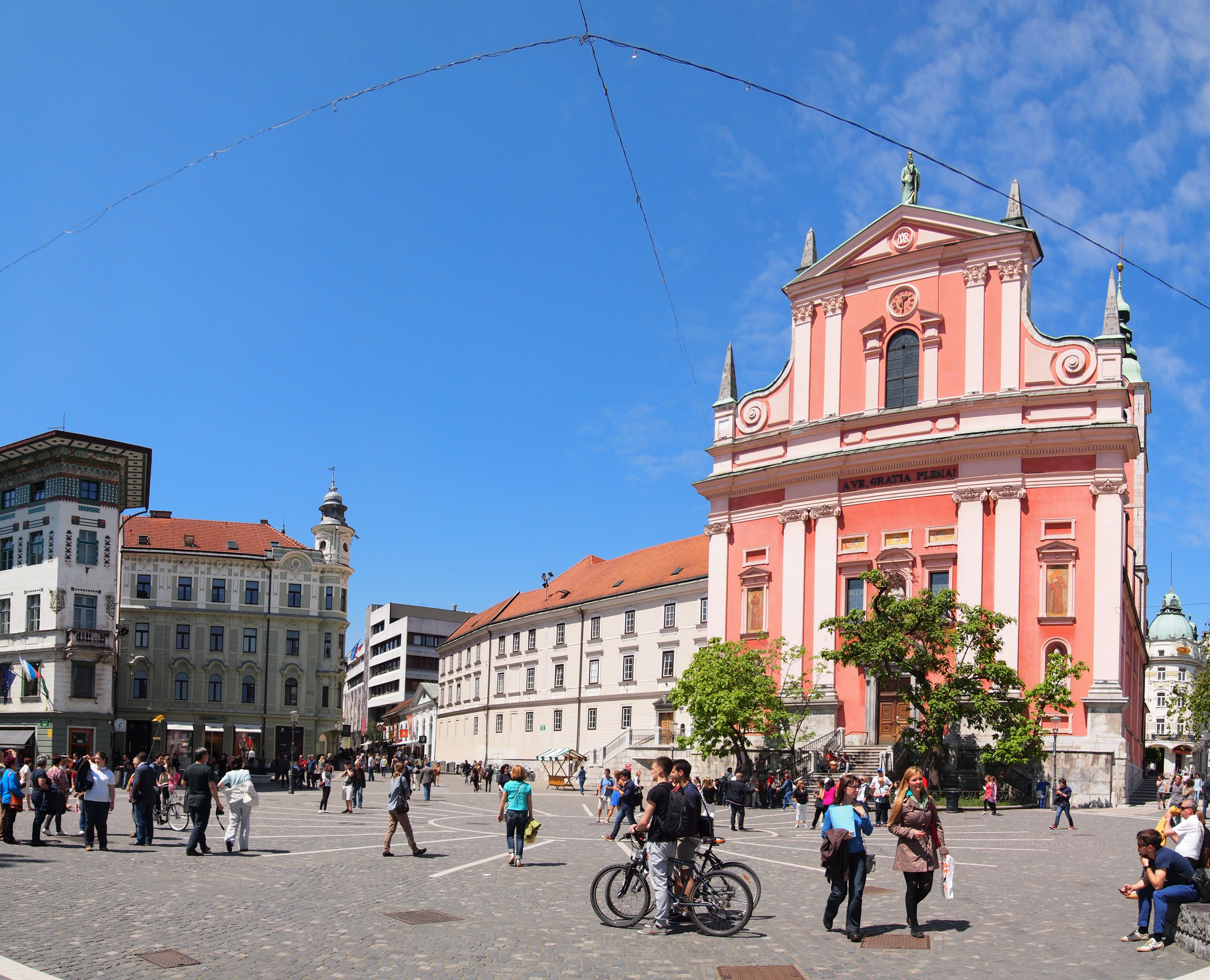
Prešerenplein

Het Prešerenplein (Sloveens: Prešernov trg) is het belangrijkste plein van Ljubljana, de hoofdstad van Slovenië. Het is te vergelijken met de Dam in Amsterdam. Midden op het plein staat een standbeeld van France Prešeren, de nationale dichter van Slovenië. Aan de noordzijde van het plein bevindt zich de barokke Franciscaanse kerk (Frančiškanska cerkev Marijinega oznanenja of kortweg Frančiškanska cerkev).
Een van de belangrijkste straten van Ljubljana, de Čopova ulica loopt in noordwestelijke richting. Ten zuiden van het plein stroomt de rivier de Ljubljanica, die overbrugd wordt door de Tromostovje ('Drie Bruggen'). Oostelijk vindt men het gebouw van de centrale apotheek van de stad. Aan de westzijde van het plein begint de Wolfova ulica ('Wolfsstraat'), die leidt naar het Kongresni trg ('Congresplein'), waar het hoofdgebouw van de Universiteit van Ljubljana staat.